# México nos Jogos Olímpicos de Inverno de 1984
O México competiu nos Jogos Olímpicos de Inverno de 1984, realizados em Sarajevo, Iugoslávia.